# Scott Derrickson
Scott Derrickson (Denver, 16 de juliol de 1966) és un director de cinema, productor i guionista estatunidenc.

## Biografia

### Carrera
Es va graduar en la Biola University La Mirada, CA amb una llicenciatura de humanitats, mitjans de comunicació i en teologia. A més, va aconseguir els seus màsters en la productora de pel·lícules USC School of Cinematic Arts.
Va escriure L'exorcisme de l'Emily Rose -que està lliurement basada en la història real d'Anneliese Michel- junt a Paul Harris Boardman i altres col·laboradors.
Actualment està lligat a la direcció en la pantalla gran de Paradise Lost de John Milton per a Legendary Pictures, el guió de la qual ha estat preparat per Stuart Hazeldine. Està també dirigint una adaptació de Devil's Knot de Mara Leveritt per a Dimension Films. Ha dirigit l'adaptació de The Day the Earth Stood Still protagonitzada per Keanu Reeves i Jennifer Connelly i basada en el relat d'Harry Bates Farewell to the Master. En 2014 va dirigir Deslliureu-nos del mal, protagonitzada per Eric Bana.

## Filmografia

### Pel·lícules
| Any  | Pel·lícula                                  | Director | Productor | Guionista | Notes |
| ---- | ------------------------------------------- | -------- | --------- | --------- | ----- |
| 2021 | Doctor Strange in The Multiverse of Madness | No       | Sí        | Sí        |       |
| 2016 | Doctor Strange                              | Sí       | No        | Sí        |       |
| 2015 | Sinister 2                                  | No       | Sí        | Sí        |       |
| 2014 | Deslliureu-nos del mal                      | Sí       | No        | Sí        |       |
| 2012 | Sinistre                                    | Sí       | No        | Sí        |       |
| 2008 | The Day the Earth Stood Still               | Sí       | No        | No        |       |
| 2005 | L'exorcisme de l'Emily Rose                 | Sí       | No        | Sí        |       |
| 2004 | Land of Plenty                              | No       | Story     | No        |       |
| 2000 | Hellraiser: Inferno                         | Sí       | No        | Sí        |       |
| 2000 | Urban Legends: Final Cut                    | No       | Sí        | No        |       |
| 1995 | Love in the Ruins                           | Sí       | No        | Sí        |       |

### Pel·lícules en Desenvolupament
- Doctor Strange In The Multiverse Of Madness (anunciada)
- Paradise Lost (en desenvolupament)
- Els Cants d'Hiperió (anunciada)